# Ziegelhütte (Herrnfehlburg)
Die Einöde Ziegelhütte war ein Ortsteil der niederbayerischen Gemeinde Herrnfehlburg, nördlich vom Hauptort an dem Weg nach Stubenhof gelegen.
In einer Kartendarstellung und der zugehörigen textlichen Erläuterung aus der Zeit um 1829 wird in Herrnfehlburg der Ort Ziegelhütte als Wohnort mit einem Haus und einer Ziegelhütte aufgeführt. Im Jahr 1861 gab es fünf Einwohner. Die Dokumentation zur Volkszählung 1871 beschreibt den Ort als Einöde in der Gemeinde Herrnfehlburg, zur Pfarrei Haselbach und zur Schule in Rattiszell gehörig, mit einem Gebäude und drei Einwohnern. Bei der Volkszählung 1875 wurden ebenfalls drei Bewohner gezählt. Seit der Volkszählung von 1885 wird der Ort nicht mehr erwähnt.
Einfache Anlagen zur Ziegelproduktion in Feldbrandziegeleien wurden damals als Ziegelhütte bezeichnet.